# Sarriassa
La sarriassa, cugot, escandalosa, frare, fraret, peu de bou, peu de vedell, pota de bou, pota de vedell, rapa o xèrria (Arum italicum), és una espècie de planta amb flors del gènere Arum dins la família de les aràcies nativa d'Europa occidental i mediterrània, el Caucas, la península d'Anatòlia, Crimea, l'Iraq i el Magrib occidental.
Addicionalment pot rebre els noms de apagafoc, àrums, barba d'Aaró, cala de fulles tacades, cala tacada, candela, colocàsia borda, cresola, fulla de foc, fulles de cremadura, fulles de foc, herba cremadora, matafoc, matafocs, orella d'ase, orella de frare, pota de vedella, punta de rella, punta de rella tacada, rapa comuna, rapa femella, sarriassa clapada, sarriasses i xèrries. També s'han recollit les variants lingüístiques barba de Aron, veré de cutxo, xàrria, xarriasses, xàrries, xerri i xírries.

## Morfologia

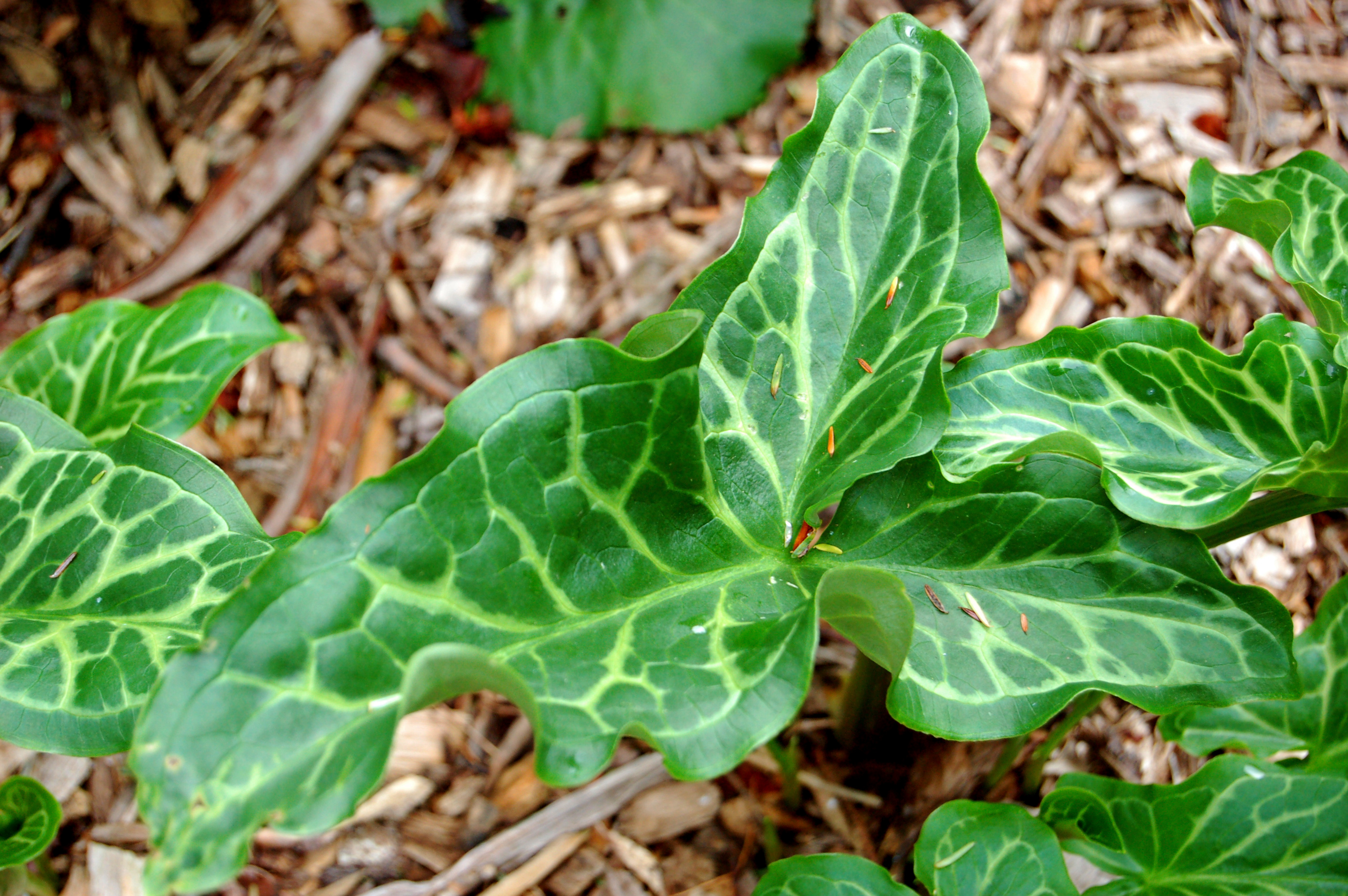
Fulles

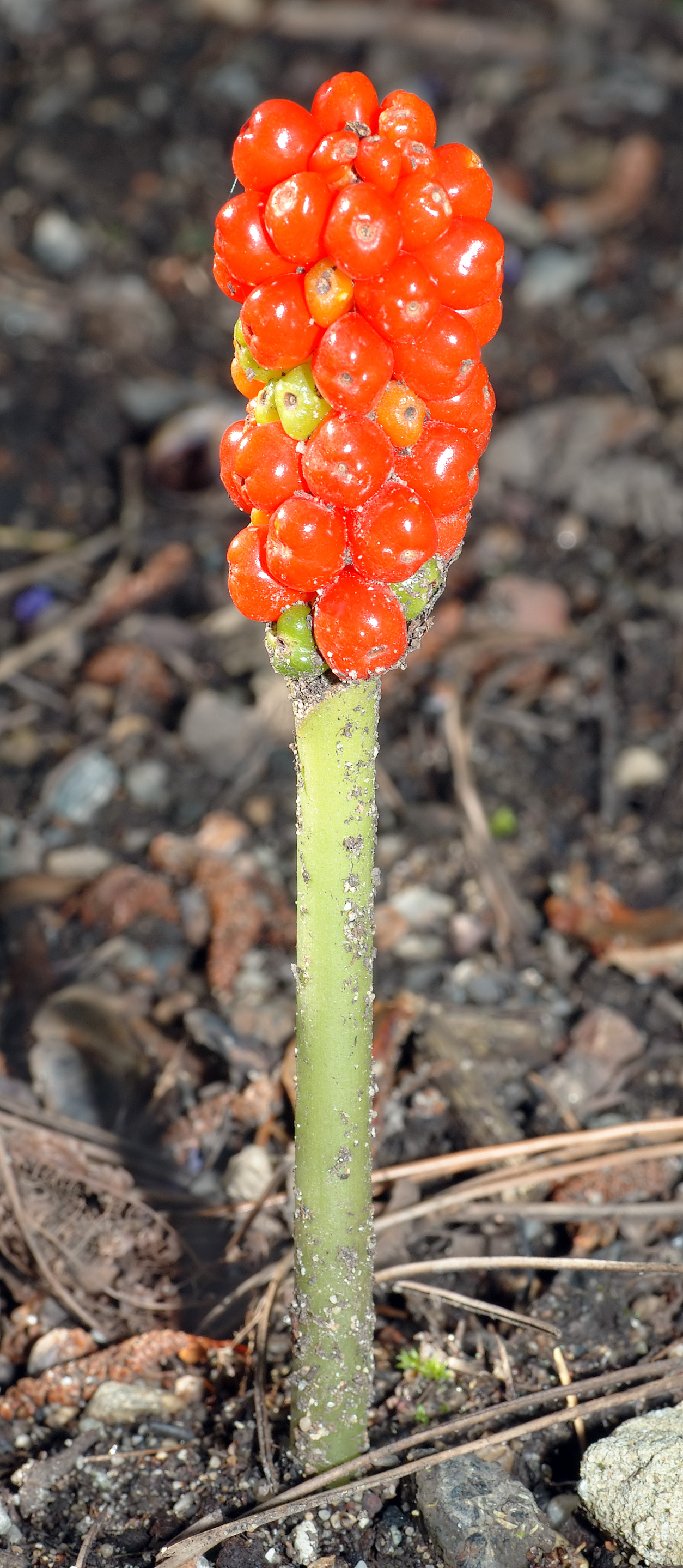
Fruits

Planta vivaç o perenne, herbàcia i amb rizoma. Fa 25-40 cm d'alt i el seu rizoma horitzontal, 2 cm. Les fulles són sagitades de més de 20 cm, amb llargs pecíols i força gruixudes. L'espata fa uns 15 a 40 cm. Les flors fan una mena de raïm d'1 cm i es troben dins un espàdix vermell que es diferencia del de l’àrum maculat, que és groc. En el cas del gènere Arum la part superior de l'eix de l'espàdix no presenta cap flor i és estèril. Floreix a la primavera. La pol·linització se'n dona per insectes (mosques i escarabats) que venen atrets per l'elevada temperatura (fins a 30 °C) de l'espata. Els fruits són baies vermelles agrupades en un raïm.

## Taxonomia
Aquest tàxon va ser publicat per primer cop l'any 1768 la vuitena edició de l'obra The Gardeners Dictionary per Philip Miller.

### Subespècies
Dins d'aquesta espècie es reconeixen les següents subespècies:
- Arum italicum subsp. albispathum (Steven ex Ledeb.) Prime
- Arum italicum subsp. canariense (Webb & Berthel.) P.C.Boyce
- Arum italicum subsp. italicum : Aquesta subespècie rep el nom de cugot. Addicionalment pot rebre els noms d'engreixaporcs, lliris bords, rapa, rapa femella, sarriassa i sarriasses. També s'han recollit les variants lingüístiques xarriasses i xàrries.[1]
- Arum italicum subsp. neglectum (F.Towns.) Prime : Aquesta subespècie rep el nom comú de colocàsia borda i l'alternatiu de cresola.[1]

### Sinònims
Els següents noms científics són sinònims d'Arum italicum o de les seves subespècies:
- Sinònims d'Arum italicum:[2]
  - Arisarum italicum (Mill.) Raf.
- Sinònims de la subespècie Arum italicum subsp. albispathum:[4]
  - Arum albispathum Steven ex Ledeb.
  - Arum orientale subsp. albispathum (Steven ex Ledeb.) Nyman
- Sinònims de la subespècie Arum italicum subsp. canariense:[5]
  - Arum canariense Webb & Berthel.
- Sinònims de la subespècie Arum italicum subsp. italicum:[6]
  - Arum divaricatum Dulac
  - Arum facchinii Porta ex Hruby
  - Arum italicum subsp. gaibolense Mattei
  - Arum italicum subsp. majoricense (Chodat) O.Bolòs, Masalles & Vigo
  - Arum italicum f. majoricense (Chodat) Mus, Pericás & Rosselló
  - Arum maculatum f. parvulum (Borhidi) Terpó
  - Arum majoricense Chodat
  - Arum modicense Sprenger
  - Arum numidicum Schott
  - Arum ponticum Schott
  - Arum provinciale Sommier ex Hruby
- Sinònims de la subespècie Arum italicum subsp. neglectum:[7]
  - Arum neglectum (F.Towns.) Ridl.